# Wade Brookbank
Wade Brookbank (* 29. September 1977 in Lanigan, Saskatchewan) ist ein ehemaliger kanadischer Eishockeyspieler und derzeitiger -scout. Der Verteidiger bestritt unter anderem 127 Spiele für die Nashville Predators, Vancouver Canucks, Boston Bruins und Carolina Hurricanes in der National Hockey League (NHL), verbrachte allerdings den Großteil seiner Karriere in Minor Leagues. Sein jüngerer Bruder Sheldon Brookbank und sein Cousin Geoff Sanderson waren ebenfalls professionelle Eishockeyspieler.

## Karriere
Der 1,93 m große Flügelstürmer begann seine Karriere bei den Melville Millionaires in der kanadischen Juniorenliga Saskatchewan Junior Hockey League und spielte dann zunächst in verschiedenen nordamerikanischen Minor Leagues. Nach seinem Engagement bei den Anchorage Aces aus der West Coast Hockey League sowie den Oklahoma City Blazers aus der Central Hockey League wurde der Linksschütze schließlich als Free Agent von den Ottawa Senators verpflichtet. Brookbank absolvierte jedoch niemals ein NHL-Spiel für die Senators und wurde schließlich im NHL Waiver Draft 2003 von den Nashville Predators ausgewählt.
Für die Predators absolvierte der Stürmer, der auch als Verteidiger eingesetzt werden kann, in der Saison 2003/04 seine ersten Einsätze in der National Hockey League, wurde dann aber noch in der laufenden Spielzeit zu den Vancouver Canucks transferiert. Zur Saison 2006/07 wurde Brookbank erneut als Free Agent verpflichtet, diesmal von den Boston Bruins, die ihn jedoch schon bald an die Pittsburgh Penguins abgaben. Diese setzten den Angreifer jedoch nur bei ihrem Farmteam, den Wilkes-Barre/Scranton Penguins, in der American Hockey League ein, sodass er nach der Spielzeit von den Carolina Hurricanes verpflichtet wurde.
Obwohl Brookbank dort regelmäßig im NHL-Kader zum Einsatz kam, transferierten ihn die Carolina Hurricanes im Verlauf der Saison 2008/09 gemeinsam mit Josef Melichar zu den Tampa Bay Lightning, um sich die Dienste des finnischen Angreifers Jussi Jokinen zu sichern. Bei den Bolts blieb der Kanadier jedoch ohne NHL-Einsatz und agierte ausschließlich im Farmteam bei den Norfolk Admirals. Als Free Agent heuerte Brookbank Ende Juli 2009 bei den Pittsburgh Penguins an, bei denen er ebenfalls im AHL-Farmteam aktiv war.
Nachdem sein Vertragsverhältnis im Sommer 2010 ausgelaufen war, einigte er sich für die Spielzeit 2010/11 auf einen Kontrakt für eine Saison mit den Rockford IceHogs. Das folgende Spieljahr war Brookbank vorwiegend vertragslos, ehe der Verteidiger im Februar 2012 von den Rockford IceHogs für ein sogenanntes professional try-out (PTO) engagiert wurde. In der Folge war der Verteidiger bis zum Ende der Saison 2013/14 für das Team aktiv, bevor er seine aktive Karriere beendete. Anschließend blieb er in der Organisation der Chicago Blackhawks, dem NHL-Kooperationspartner der IceHogs, und ist für die Mannschaft seither als Scout tätig.

## Erfolge und Auszeichnungen
- 2001 Turner-Cup-Gewinn mit den Orlando Solar Bears

## Karrierestatistik
(Legende zur Spielerstatistik: Sp oder GP = absolvierte Spiele; T oder G = erzielte Tore; V oder A = erzielte Assists; Pkt oder Pts = erzielte Scorerpunkte; SM oder PIM = erhaltene Strafminuten; +/− = Plus/Minus-Bilanz; PP = erzielte Überzahltore; SH = erzielte Unterzahltore; GW = erzielte Siegtore; 1 Play-downs/Relegation; Kursiv: Statistik nicht vollständig)